# انتونی کونروی
انتونی کونروی (انگلیسی: Anthony Conroy؛ ۱۸ اکتبر ۱۸۹۵ – ۱۱ ژانویهٔ ۱۹۷۸ (۸۷ سال)) ورزشکار هاکی روی یخ اهل ایالات متحده آمریکا بود.
وی در مسابقات کشوری و بین‌المللی در مجموع برندهٔ ۱ مدال نقره شده‌است.